# Steve Fisher (escriptor)
Steve Fisher (Marine City, Michigan 29 agost 1913 – Canoga Park, Los Angeles 27 març 1980) fou un guionista i escriptor estatunidenc de novel·la negra. Inicialment va publicar diverses novel·les d'estil Pulp. La seva novel·la I wake up screaming el 1941 el va conduir al cinema. La seva signatura va aparèixer als títols de crèdits de nombroses pel·lícules, entre les quals destaquen Destination Tokyo (1943) per la que va estar nominat a l'Oscar, Johnny Angel (1945), Lady in the lake (1947), That's my man (1947), Song of the Thin Man (1947), Dead reckoning (1947), I would be in your shoes (1948), Roadblock (1951) Flat top (1952), City that never sleeps (1953) o Hell's half acre (1954).